# Randy Wolters
Randy Wolters (* 6. April 1990 in Leiden) ist ein niederländischer Fußballspieler. Seit Sommer 2018 steht der Stürmer im Profikader von NEC Nijmegen.

## Karriere
Wolters spielte acht Jahre beim LVV Lugdunum, ehe er in den Nachwuchsbereich von ADO Den Haag wechselte. Nach nur einem Jahr entschied der Angreifer zu UVS Leiden zu transferieren, wo er bis 2007 blieb. Schließlich sicherte sich der FC Utrecht im Sommer 2007 die Dienste des Jungspielers. Zur Saison 2007/08 rückte Wolters in den Profikader des FCU auf. Sein Debüt in der Eredivisie gab er schließlich gegen den VVV-Venlo. Bei der 1:4-Niederlage war er einziger FC-Torschütze. Mit seinem Treffer war er erster von drei Spielern innerhalb kurzer Zeit, die in ihrem Premierenligaspiel ein Tor schießen konnten. Neben dem Angreifer waren es Rafael Uiterloo und Nick de Jong. Bis zum Saisonende kam Wolters auf sechs weitere Einsätze. Zur Spielzeit 2008/09 wurde er nicht mehr berücksichtigt und spielte im Reserveteam. 2010 wurde er an den Zweitligisten FC Emmen ausgeliehen, von dem er 2011 unter Vertrag genommen wurde. 2012 wechselte er innerhalb der Liga zum FC Den Bosch. 2013 ging er zum Erstliga-Absteiger zum VVV-Venlo.